# Mickey Cochrane
Gordon Stanley Cochrane (ur. 6 kwietnia 1903, zm. 28 czerwca 1962) – amerykański baseballista, który występował na pozycji łapacza przez 13 sezonów w Major League Baseball.

## Życiorys
Cochrane studiował na Boston University, gdzie grał w drużynie uniwersyteckiej Boston University Terriers. W 1923 i 1924 występował w zespołach NAPBL, w Dover Senators i Portland Beavers. W listopadzie 1924 w ramach wymiany zawodników i 50 tysięcy dolarów przeszedł do Philadelphia Athletics. W MLB zadebiutował 14 kwietnia 1925 w meczu przeciwko Boston Red Sox, w którym zaliczył uderzenie. W 1928 został wybrany najbardziej wartościowym zawodnikiem.
W 1929 i 1930 wystąpił w World Series, w których Athletics pokonali odpowiednio Chicago Cubs 4–1 i St. Louis Cardinals 4–2. W grudniu 1933 został grającym menadżerem Detroit Tigers. W 1934 został wybrany MVP American League po raz drugi, zaś rok później po raz pierwszy wystąpił w Meczu Gwiazd i zwyciężył w World Series po raz trzeci w karierze. Po raz ostatni zagrał 25 maja 1937 w spotkaniu z New York Yankees.
W 1947 został wybrany do Galerii Sław Baseballu. Zmarł na chłoniaka 28 czerwca 1962 w wieku 59 lat.

## Nagrody i wyróżnienia
| Nagroda/wyróżnienie         | Lata             | Źródło             |
| 2× MVP American League      | 1928, 1934       | [ 6 ] [ 11 ]       |
| 2× All-Star                 | 1934, 1935       | [ 4 ]              |
| 3× zwycięzca w World Series | 1929, 1930, 1935 | [ 7 ] [ 8 ] [ 10 ] |
| Baseball Hall of Fame       | od 1947          | [ 13 ]             |